# Корюківський історичний музей
Корюківський історичний музей — історичний музей у місті Корюківці Чернігівської області.

## Історія
Музей заснований у 1968 на громадських засадах як музей революційної, бойової та трудової слави. У 1985 отримав статус народного, а в 1987 — державного, ставши відділом Чернігівського обласного історичного музею імені Василя Тарновського. З 1992 року має сучасну назву.

## Експозиція
У фондах музею зберігається 8108 експонатів. Музей має п'ять експозиційних відділів і виставкову залу. Серед унікальних експонатів є кам'яні знаряддя праці пізнього неоліту, зуб і бивень мамонта, а також предмети побуту кінця 19 — початку 20 століття. В музеї створено діораму з життя первісних людей і відтворено типовий інтер'єр хати Корюківщини кінця 19 — початку 20 століття.
Експозиція включає великий комплекс матеріалів про партизанський та підпільний рух у Корюківському районі під час Другої світової війни (зал стилізовано під внутрішнє облаштування землянки) і про трагічні березневі дні 1943 року, коли нацисти спалили місто та вбили 6700 його жителів.
Тематика експозицій:
- Корюківщина з найдавніших часів до початку ХХ ст.;
- традиційні заняття та побут жителів Корюківщини;
- край у 1917—1940 рр.;
- період Другої світової війни;
- сьогодення Корюківського району, зокрема, становлення і розвиток виробництва Корюківської фабрики технічних паперів; видатні та славетні земляки.

Окремі розділи присвячені голодомору 1932—1933 років, розвитку промисловості на Корюківщині, видатним особистостям Корюківки та району.
Окремий тематичний блок займає експозиція, присвячена майстру музичних інструментів Олександру Корнієвському, відомому як «український Страдіварі».
Виняткову історичну цінність мають також експонати, знайдені під час дослідження поховань жертв Корюківської трагедії.

## Діяльність
Працівники музею проводять уроки краєзнавства, літературні години та заходи до пам'ятних дат. У селищі міського типу Холми діє історичний відділ Корюківського історичного музею, де представлено 750 музейних предметів.
Контакти: (046) 572-26-98 (095) 857-79-35

## Люди
Директором музею з 2006 року є Олександр Бакута.